# Znanstvenik
Znanstvenik se ukvarja z znanostjo in pri tem uporablja znanstvene metode.

## Seznam znanstvenikov
- anatomi,
- antropologi,
- arheologi,
- astrofiziki,
- astronomi,
- bakteriologi,
- biologi,
- biokemiki
- botaniki,
- dendrologi,
- ekologi,
- ekonomisti,
- entomologi,
- etnologi,
- filozofi,
- fiziki,
- fiziologi,
- geografi,
- geologi,
- herpetologi,
- hidrologi,
- ihtiologi,
- kemiki,
- kinologi,
- klimatologi,
- kozmologi,
- lepidopteristi,
- limnologi,
- matematiki,
- meteorologi,
- mineralogi,
- ornitologi,
- prešernoslovci,
- psihologi,
- računalnikarji,
- raziskovalci, polarni raziskovalci, pomorski raziskovalci
- seizmologi,
- sociologi,
- toksikologi,
- virologi,
- zdravniki,
- zoologi in drugi.